# Castillo Marion
El castillo Marion, también conocido como Bonne Terre, se encuentra en Shippan Point, en Stamford (Connecticut), Estados Unidos. El edificio fue construido en 1914 y comprende cerca de 1.7 acres (0.69 ha).
El castillo Marion fue construido, poseído y ocupado por la familia de Frank Marion hasta su muerte en 1963. La casa fue diseñada por la célebre firma de Nueva York, basado en la arquitectura de Hunt y Hunt, que era propiedad en ese momento de Joseph Hunt y Richard Howland Hunt. El castillo fue diseñado al estilo de un castillo francés (según un artículo del New York Times el 2 de octubre de 2005 o en 1916.).
Frank J. Marion fue un pionero de la industria del cine. Desde 1998, la edificación ha sido poseída y ocupada por Thomas L. Rich, un desarrollador de bienes raíces de Stamford bien conocido en la zona. Rich ha permitido el uso de la casa extensivamente para eventos de la comunidad sin fines de lucro.

## Patrimonio
El castillo fue introducido en el Registro Nacional de Lugares Históricos el 1 de julio de 1982.